# Sint-Petruskerk (Nordhausen)
De Sint-Petruskerk (St.-Petri-Kirche ) was een kerkgebouw in Nordhausen, Thüringen. De kerk werd in de Tweede Wereldoorlog vernietigd. 
Van het gebouw bleef slechts de kerktoren bewaard, die tegenwoordig onder de naam Petri-Turm bekendstaat en als uitzichttoren dient.

## Geschiedenis

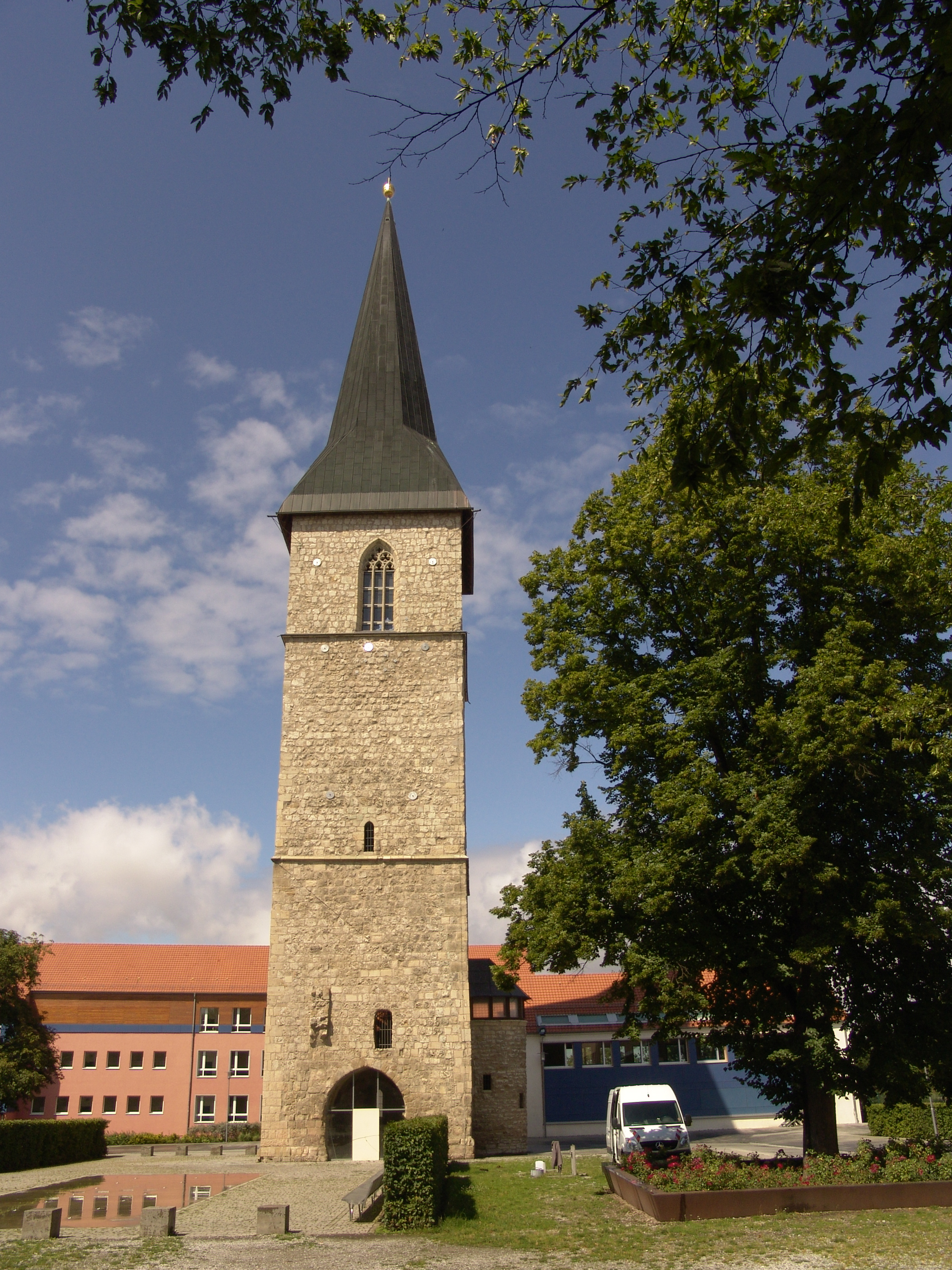
De toren van de in 1945 vernietigde Petruskerk

De eerste kerk op de Petersberg was een uit het begin van de 13e eeuw stammend kerkgebouw op een vermoedelijk Germaans heiligdom. Met de bouw van de tot 1945 bestaande Petruskerk werd in 1334 begonnen. Rond de kerk ontwikkelde zich een nederzetting van handwerklieden. 
Aan het kerkgebouw werd in de jaren 1362 tot 1377 een toren toegevoegd. In 1522 werd in de kerk door de prior van het nabijgelegen Augustijner klooster voor het eerst een protestantse preek gehouden. De kerktoren bezat vier klokken en kreeg in 1731 een woning voor de torenwachter. Na de verwijdering van twee van de vier hoektorens ontstond er een platform waar trompetblazers op zon- en feestdagen muziek konden spelen. 
In de nacht van 3 op 4 april 1945 viel de kerk ten prooi aan de luchtaanvallen van Britse bommenwerpers. In de kerk bevonden zich veel mensen die zich er schuilhielden en er in plaats van de redding de dood vonden. Het gebouw kreeg meerdere voltreffers. De brandende toren stortte op het kerkdak en de Petruskerk werd samen met de wijk rond de kerk met de grond gelijkgemaakt. Slechts de ruïne van de toren bleef staan. 
Nadat het puin werd verwijderd liet men de torenstomp staan. In 1954 werd er een nooddak geplaatst, dat in 1987 door een spits werd vervangen. 
Tegenwoordig is de 62 meter hoge toren sinds 1995 een uitzichtstoren. Het terrein rond de toren werd in de jaren 2000-2004 gereconstrueerd en kreeg voornamelijk een recreatieve bestemming.